# Dreifaltigkeitskirche (Neuhaus-Schierschnitz)

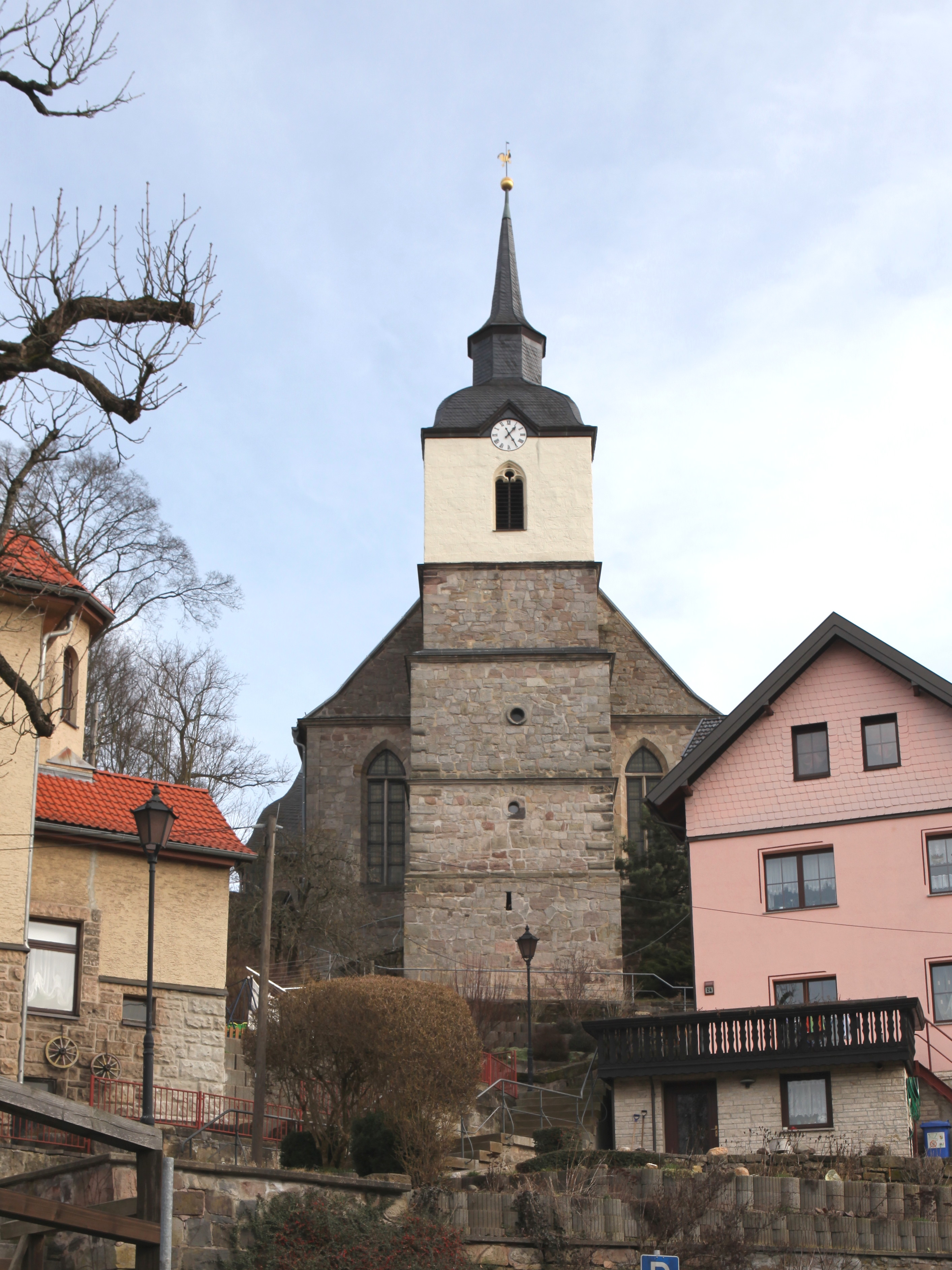
Westansicht

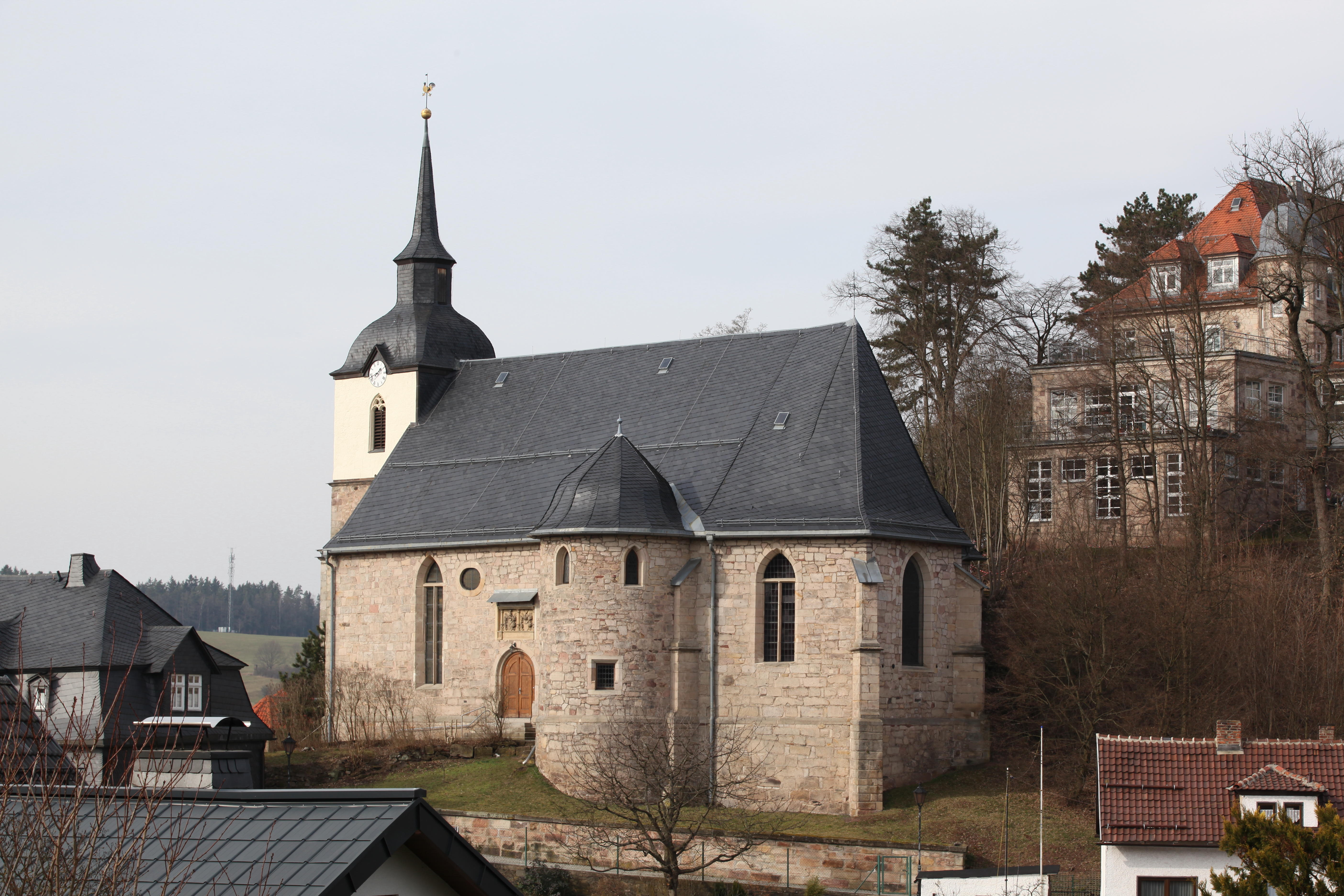
Südansicht

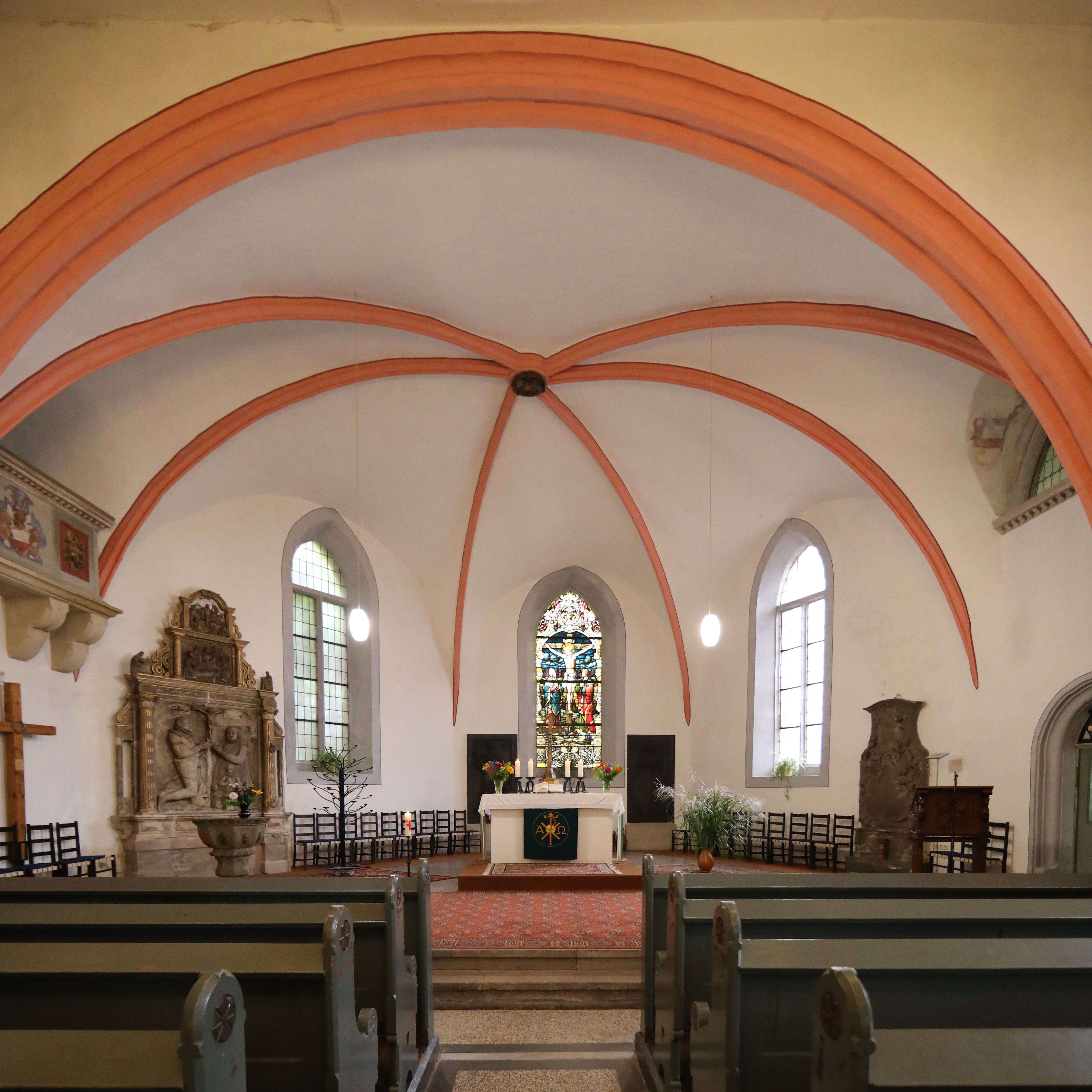
Chorraum

Die evangelisch-lutherische Dreifaltigkeitskirche befindet sich in Neuhaus-Schierschnitz im Landkreis Sonneberg (Thüringen). Die denkmalgeschützte Saalkirche steht ortsbildprägend am Südhang des Schlossberges.
Zum 1. Advent 1593 wurde die Kirche der Heiligen Dreifaltigkeit geweiht. Die repräsentative protestantische Schlosskirche war eine Stiftung von Hans Friedrich Gottsmann, dem Herrn über Burg und Amt Neuhaus und seiner Gemahlin Magdalena und als Grablege für die Familie errichtet worden. Nach der Zerstörung der Schierschnitzer Pfarrkirche im Jahr 1635 wurde die Dreifaltigkeitskirche Pfarrkirche. Im 17. Jahrhundert erfolgten Umbauten, unter anderem der Einbau einer neuen Empore. Der Saalfelder Landesbaurates Karl Rommel ließ 1905 unter anderem den Chorbereich durch einen erhöhten Fußboden vom Langhaus absetzen und die Orgel vom Chor auf die westliche Empore versetzen. 1932 wurde eine Renovierung und 1964 eine Neufassung des Innenraums durchgeführt.
Das 16 Meter lange und 12 Meter breite Langhaus der Saalkirche hat ein Satteldach und eine Flachdecke mit abgeschrägten Kanten sowie eine zweigeschossige Empore an drei Seiten. Es ist durch einen rundbogigen Triumphbogen vom polygonalen Chor getrennt. Der Chorraum wird von einem sechsteiligen Kreuzrippengewölbe überspannt. Das Mauerwerk des Kirchturms ist durch horizontale Gesimse gegliedert. Den oberen Abschluss bildet ein Schweifdach und eine Laterne mit spitzem Helm. Die Sakristei steht auf der südlichen Seite in einem kreisrunden Anbau, der vermutlich Rest eines Turmes des Burgbergringes ist. Ein kreisrunder Anbau auf der nördlichen Seite erschließt die Herrschaftsloge.
Im Chorraum befinden sich ein farbig gefasster Taufstein, Bronzegrabplatten des Stifterpaares und ein Alabaster-Epitaph mit einem Stifterrelief. Am südlichen Triumphbogenpfeiler ist die Kanzel aus dem 17. Jahrhundert angeordnet, die aus Sandstein besteht und farbig gefasste Reliefdarstellungen der vier Evangelisten zeigt. Am nördlichen Triumphbogenpfeiler steht aus Alabaster eine Mosesfigur mit den Gesetzestafeln, eine Arbeit aus dem 18. Jahrhundert.
Die Orgel ist ein Werk des Orgelbauers Wilhelm Sauer aus dem Jahr 1903. Das Instrument hat insgesamt 13 Register auf zwei Manualen und Pedal.